# Kid Williams
Kid Williams, de son vrai nom Jonathon Gutenko, est un boxeur danois né le 5 décembre 1893 à Copenhague et mort le 18 octobre 1963 à Baltimore, Maryland.

## Carrière

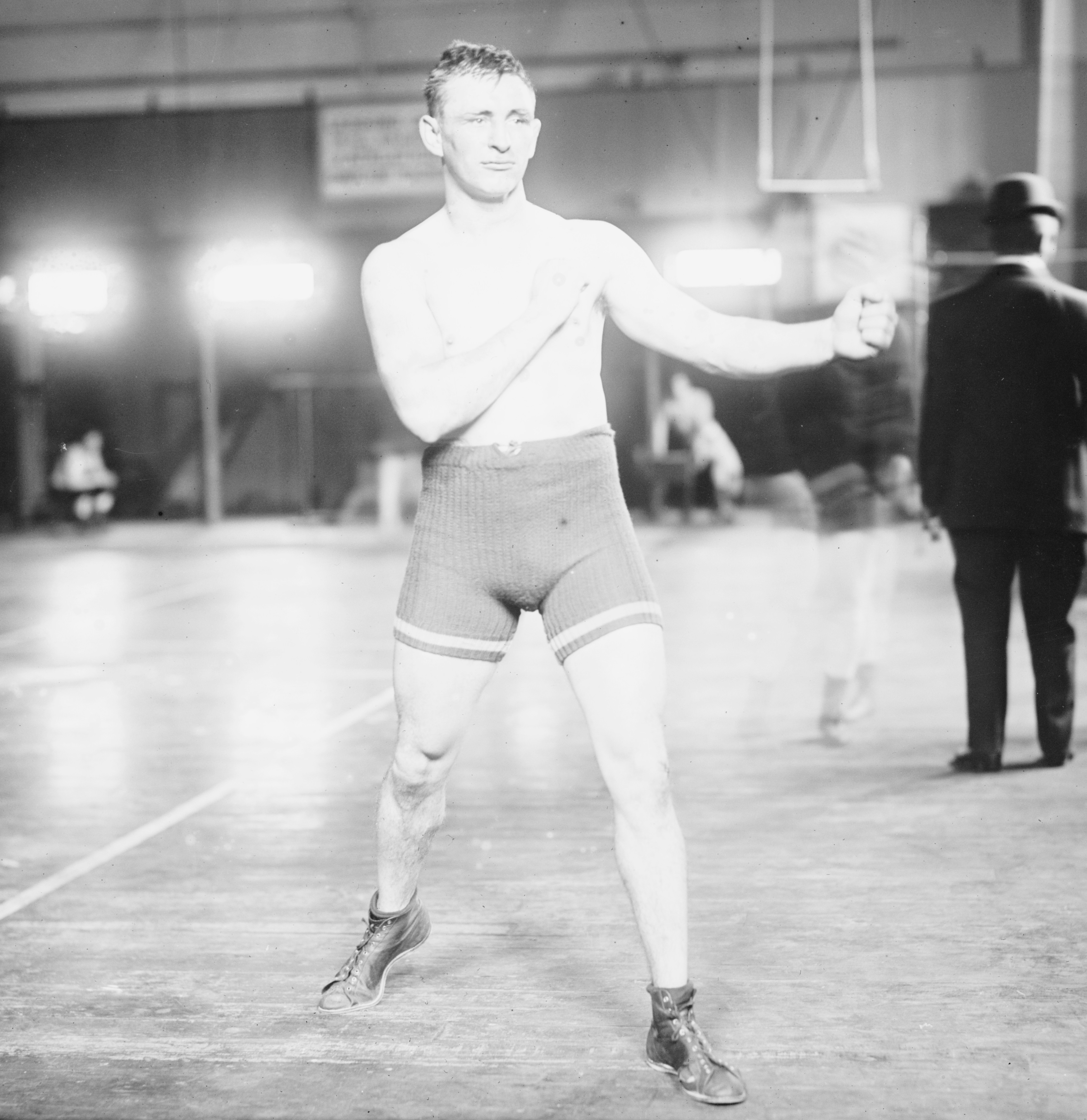
Kid William

Passé professionnel en 1910, il devient champion du monde des poids coqs après sa victoire par KO au 3e round contre Johnny Coulon le 9 juin 1914. Williams conserve sept fois son titre jusqu'au 9 janvier 1917, date à laquelle il est détrôné par l'américain Pete Herman (défaite aux points en 20 rounds).

## Distinction
- Kid Williams est membre de l'International Boxing Hall of Fame depuis 1996[1].